# カハブ族
カハブ族（Kaxabu）は台湾先住民に属する民族である。平埔族に分類される。漢字で噶哈巫族と表記される。台湾の台中市と南投県埔里鎮に分布している。台湾諸語のカハブ語を話す人もいる。1732年まで存在した大肚王国の構成民族。
カハブ族の居住区は主に埔里盆地にある4部落である。眉溪の南に位置する大湳（Kalexut）、蜈蚣崙（Tauving）、眉溪の北にある牛眠山（Baisia）、守城份（Suwanlukus）、4つの集落であるため「四庄番」とも呼ばれる。
台中市の東勢、石岡、新社から埔里盆地に移住してきた原因は、大陸の移民により生活圏が狭められたことに加え、「守衛」との説もある。カハブ族の集落はちょうど盆地と山地の間にあった。山岳地帯の霧社などセデック族には首狩りの風習があり、清王朝の政府は「以番制番」（味方の原住民に頼んで、政権に抵抗する原住民を警戒する）という「理蕃政策」を行っていた。山中の原住民に対する警戒のため、カハブ族がここに集落を作ったという。
カハブ族は政府に原住民族として認定されていないが、近年は文化や言語の復興運動に取り組み、民族として認定を受けるための活動を続けている。

## カハブ族とパゼッヘ族の関係
かつては、研究者により、パゼッヘ族の１支族とされていたが、現在は独自の民族として活動している。カハブ族は自らの創造神話や清王朝に対する立場が異なること、言葉や民族アイデンティティなど、実際にパゼッヘ族と相違があるため、パゼッヘ族に含められるとの見方を否定している。
カハブ語とパゼッヘ語の違い：
| 例     | カハブ語 | パゼッヘ語 |
| お米   | pinaxuan | lasu       |
| 落花生 | baunay   | tautau     |
| 笠     | tabako   | daugar     |

パゼッヘ語最後の母語話者と言われた潘金玉について、大湳出身、カハブ族の母語復興運動者、バウケ・ダイイ（Bauke Dai'i／漢名：潘正浩）が実地で詳細に取材し、調査した結果によると、潘金玉は確かにパゼッヘ族だが、幼い頃は台湾語を話し、その後の養子縁組でカハブ族の家庭で成長した。そのため日本の人類学者、土田滋と台湾の言語学者、李壬癸が潘金玉を訪ね、調査・記録し、発表した内容によれば、潘金玉が話すパゼッヘ語の資料は、かなりカハブ語に影響されているという。バウケ・ダイイは、なぜ現在残っているパゼッヘ語はカハブ語とこんなに似ているのか、その理由についてこのように推測している。

## カハブ族の創造神話と物語
大洪水
天神が空から降り、世界を創造し、子孫が代々受け継がれた。しかし大洪水によって世界が水面下に沈み、人類や動物は殆ど滅亡した。ただ天神の後代である姉Savun-Kaisiと弟Vana-Kaisiの姉弟がTupozuaroryuzという山の山頂に逃れて生き永らえた。6日後に水が引いてから2人は山から降り、平野に落ち着いて結婚した。やがて姉が妊娠したが、生まれたのは赤子ではなく肉塊だった。夫婦は肉塊を10個に切り分けると、肉塊はそれぞれ人間になった。それで、カハブ族はまた子孫が繁栄した。
阿沐
昔々、阿沐(A Buk）という男の子が両親と一緒に暮らしていた。ある日、阿沐は山へ猟に行った。だが山で何にも捕獲できなかったので海に行き、魚を捕ろうと考えた。すると砂浜で産卵中の海ガメを見つけた。彼は卵を取ろうとしたが、差し出した手が海ガメの尻尾の下の排卵する口に挟まれてしまった。驚いた海ガメは海に逃げ、阿沐もそのまま海中へ引き摺りこまれてしまった。
どれだけ時間が経ったか分からない。阿沐が目を覚ますと、そこは知らぬ島だった。周りには誰もいない。困りはてて歩いていると、焚き火の跡を発見した。この島に必ず人が住んでいると悟り、村を発見して、島民と一緒に生活した。海ガメが上陸したところは台北の淡水だという。

## カハブ族の信仰
キリスト教が入ってきた前、カハブ族は自然崇拝と祖先崇拝だった。
カハブ族の神様
apu Dadawan/番太祖
apuとは、カハブ語で年配の者を指す語。apu Dadawan/番太祖はすべてを統べる男性の主宰神である。魔術に優れ、右に出る者はいない。病または黒呪術があれば、apu Dadawanに無病息災に願って、治してもらったという。だが悪人はいくら願って、祀っても、無駄である。
apu Dadawanと妻Aduauには子がいなかった。ある日、apu DadawanはDamuliという男の子と出会った。彼の可愛らしさに感じ入ったapu Dadawanは養子にしようと考えた。数日後、Damuliが屋根の下で水遊びしていたところに落雷した。瞬間、Damuliはapu Dadawanと一緒に天へ上った。Damuliは利発な子であったため、apu Dadawanから魔法や呪術を伝授された。Damuliもapu Dadawanのように、困っている人を助け、救っている。
蜈蚣崙（南投県埔里鎮蜈蚣里）にapu Dadawan/番太祖の廟がある。
Pilialai apu （Vana Kaisi iu Savun Kaisi）始祖の神
apu Kaiteh 火の神
apu Mas 水の神
apu Maikadamul 露の神

## Katuxu
katuxuとは、カハブ族の呪術である。昔、現代医療がまだなかった時代、呪術が伝承されていた。現在ではほとんど伝わっていない。
呪術を施す魔女はカハブ語で「daxedaxe」または台湾語で「番婆鬼」、「散毛仔」と呼ばれる。番婆鬼は「katuxu」（魔法/呪術）を操り、生もの、生魚、生肉、生卵が大好物という。深夜に3本足のメス豚に変身して、川で魚を捕る。台湾では出産して間もない女性は胡麻油を加えた鶏の煮込み汁を飲んで栄養をとる習慣があり、鶏汁の芳香を嗅いで赤子がいる家を見つけ、壁やドアの隙から潜り込んで部屋に侵入し、赤子の心臓と肝臓を食うそうだ。バショウの葉を背に挿し、空を飛ぶ。夜は自分の眼球を取り外し、代わりに猫の目を詰めることで、暗闇でも自在に活動できる。まだ木の上にある果物を勝手に取れば、手が果物に強く粘着されてしまったそうだ。

## Azem
azemとは、カハブ族の正月行事である。最も重視され、歓楽な祭りである。旧暦の11月に行う。現在では簡略化されている。
Pakaken hagehagezen
旧暦11月10日に、夕べに先祖を祀って、祭りを間もなく行うことを知らせる。「tankua」（リーダー）は「taupul」（青年の会館）行って、塩漬け鹿肉、酒、飯を供え、先祖にお参りする。祀っている時、tankuaは女性に近づいてはいけない。
現代はそれぞれの家で、位牌の前で祀るという。
Mubuiak tupalis yamadu/uh'mu
旧暦11月12日に、tupalis yamadu/uh'muという、月桃の葉で包んだ黒砂糖入りの餅を作る。台湾語で「阿拉粿　ア.ラ.グゥエ」と呼ばれる。祖霊祭に欠かせない。餡は塩味と甘味があり、塩味は千切りのたくあん漬け。甘味は小豆とショウガの炒めである。
Mukumux madau alau
旧暦11月13日に、男性は川で魚を捕る。魚は小さいらしく、魚の干物を葉で包んで、木の枝に掛ける。
翌日の夕べ、走りながら、「 Laso laso hiu laso hui！」と叫んで先祖の精霊を誘い、家に帰ってから、魚を屋根の下に掛け、皆囲んで酒を飲み、「 今年捕ってきた魚は昨年のより多いよ！」と言う。
夜明けにまた男性が年齢ごとに年上から年下まで、魚を門から外に投げ送りながら、「Hagehagezen alo a lia matau a alaui！Nahani pahagigai matau a alaui！」(先祖様！魚を取ってください。魚を投げるよ！)と唱える。
Muapok inusat
酒を造る。
Mubuiak luxut
肉を塩漬け、食肉加工をする。
Azem当日の行事
旧暦11月15日に、町内を歩きながら、銅鑼を打ち鳴らし、祭りの開催を知らせる。
祭り広場で祖霊祭を行い、先祖を祀る。一方、廟でapu Dadawanも祀る。生の豚肉(bauzak)、生の魚(alau)、生の鶏肉(patau'u)または鴨肉(sibabun)、生の豚の肝臓、(asay)、お餅(uh'mu/tupali)、この五つの供え物は不可欠でapu Dadawanに捧げる。
maazazuah：マラソン大会。優勝者は綺麗な布の旗を貰授けられる。エプロンのように着て、見栄えをする。
mahalit：焚き火の周りで歌ったり、踊ったりする。
matulay Aiyan：一緒に「Aiyan」という歌を唄う。Aiyanは、先祖のことを追憶し、記念する歌である。悲し気な曲である。
現代は週末や休日に合わせ、旧暦11月15日に開催するとは限らない。